# (52309) Philnicolai
(52309) Philnicolai (1991 TQ7) – planetoida z pasa głównego asteroid okrążająca Słońce w ciągu 4,66 lat w średniej odległości 2,79 j.a. Odkryta 7 października 1991 roku.